# Paratropidema ochreithorax
Paratropidema ochreithorax är en skalbaggsart som beskrevs av Stefan von Breuning 1961. Paratropidema ochreithorax ingår i släktet Paratropidema och familjen långhorningar. Inga underarter finns listade i Catalogue of Life.